# Athanagilde Ier

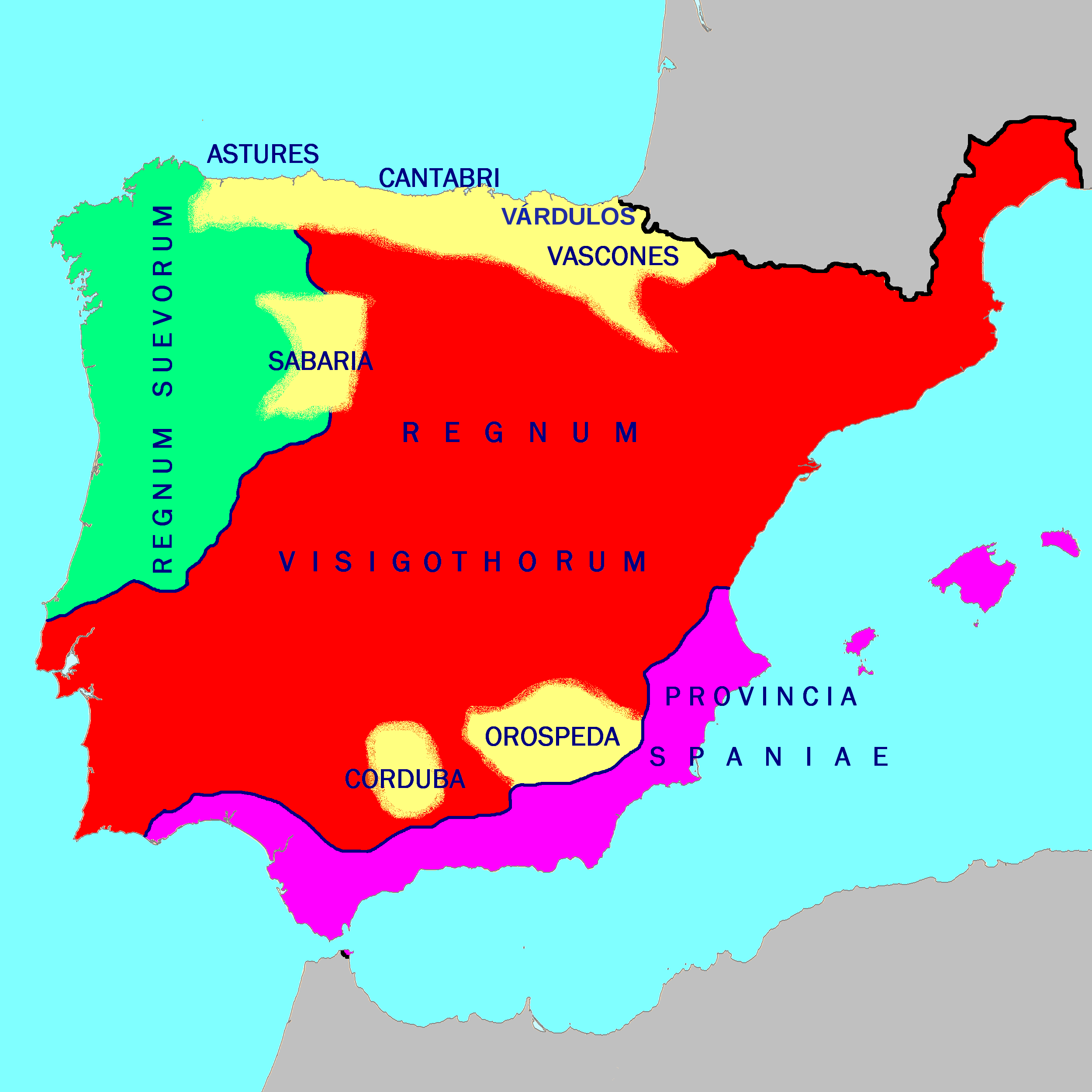
Le royaume wisigoth (en rouge) vers 560.

Athanagilde ou Athanagilde Ier (en gotique Aþanagilds, en espagnol At(h)anagildo) est roi wisigoth d'Hispanie et de Septimanie de 555 à 567.

## Biographie
Ses origines sont obscures. Son nom d'origine gotique se compose des éléments athns (« un an, une année ») et gild (« argent, tribut »).
Il se révolte en 551 contre le roi Agila et obtient l'appui de l'empereur byzantin Justinien qui lui livre des soldats en échange de territoires en Hispanie. Après une période de troubles dans le royaume wisigoth, Athanagilde monte sur le trône après l'assassinat du roi Agila à Mérida en mars 555 ; selon Isidore de Séville, les guerriers wisigoths « tuèrent Agila à Mérida et donnèrent le royaume à Athanagilde » car, « les Goths voyaient qu'ils provoquaient eux-mêmes leur propre perte et craignaient surtout que, sous le prétexte de venir au secours d'Athanagilde, les soldats [romains] les envahissent. ».
Pour des raisons stratégiques, et se sentant peut-être menacé par ses anciens alliés byzantins, il fixe la cour royale wisigothique à Tolède, forteresse naturelle située au cœur de la péninsule Ibérique. Selon Grégoire de Tours, Athanagilde « combattit souvent l'armée [byzantine] et la vainquit à plusieurs reprises, remettant sous sa domination une partie des cités dont elle s'était emparée ». Cependant, les Byzantins restèrent maîtres dans le Sud de la péninsule d'un territoire allant de Cadix à Valence.

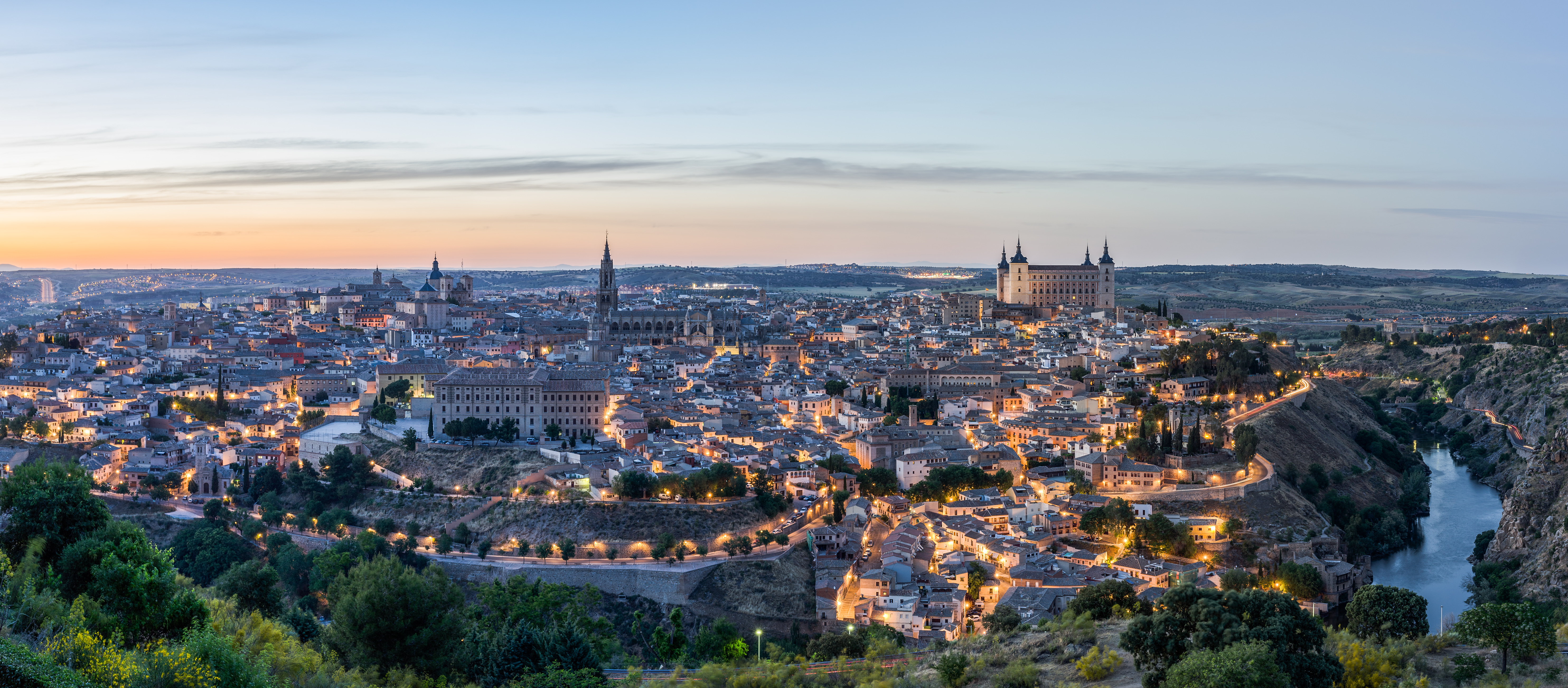
Vue de Tolède, où Athanagilde fixa la capitale du royaume wisigothique.

Afin de s'assurer l'alliance des Francs, et redoutant peut-être une alliance franco-byzantine qui aurait pris son royaume en tenaille, il accepte de marier sa fille Brunehaut au roi mérovingien Sigebert, roi d'Austrasie, et peu après, donne une autre de ses filles, Galswinthe, à Chilpéric, roi mérovingien de Neustrie.
«  Le roi Sigebert, qui voyait ses frères s'allier à des épouses indignes d'eux, et prendre pour femmes, à leur grand déshonneur, jusqu'à leurs servantes, envoya des ambassadeurs en Espagne chargés de beaucoup de présents pour demander en mariage Brunehaut, fille du roi Athanagilde. C'était une jeune fille de manières élégantes, belle de figure, honnête et décente dans ses mœurs, de bon conseil et d'agréable conversation. Son père consentit à l'accorder, et l'envoya au roi avec de grands trésors... Le roi Chilpéric, qui avait déjà plusieurs femmes, voyant ce mariage, demanda Galswinthe, sœur de Brunehaut, promettant, par ses envoyés, que s'il pouvait obtenir une femme égale à lui et de race royale, il délaisserait toutes les autres. Le père reçut ses promesses, et lui envoya sa fille, comme il avait envoyé l'autre, avec de grandes richesses. »
— Grégoire de Tours, Histoire des Francs.
Pour Roger Collins, le règne d'Athanagild « est peut-être plus important que nos sources ne voudraient nous le faire croire ».
Athanagilde meurt en 567 à Tolède ; pour la première fois depuis 484, c'est-à-dire la mort du roi Euric, un roi wisigoth mourait de causes naturelles. Liuva lui succède après un interrègne de cinq mois, lequel associe peu après au trône son frère Léovigild.
Selon la chronique des rois wisigoths (Chronica regum Wisigotthorum), le règne d'Athanagildus dura entre 14 ans et 15 ans et 6 mois.
Sa veuve, Goswinthe, épousera quelques années plus tard Léovigild, roi des Wisigoths de 568 à 586.

## Hommages
En Espagne, plusieurs rues portent son nom (Calle (de) (Rey) Atanagildo), notamment à Madrid et à Mérida.

#### Sources anciennes
- Isidore de Séville, Histoire des Goths, (48-52).
- Grégoire de Tours, Histoire des Francs, (extrait en ligne).
- Jean de Biclar, Chronique, (extrait en ligne).

#### Sources modernes
- Roger Collins, Visigothic Spain, 409–711, Blackwell Publishing, Oxford, 2004.
- Edward Arthur Thompson, The Goths in Spain, Clarendon Press, Oxford, 1969.